# Église Saint-Germain de Mareuil-en-Dôle
L'église Saint-Germain est une église située à Mareuil-en-Dôle, en France.

## Localisation
L'église est située sur la commune de Mareuil-en-Dôle, dans le département de l'Aisne.

## Historique
Le monument est classé au titre des monuments historiques en 1920.
Sa petite cloche a été baptisée le 11e jour d'octobre 1703 par Thomas Précour, curé de la paroisse
le parrain a été Messire Louis Comte d'Aumale chevalier et comte de Mont-Notre-Dame.
La marraine a été haute et puissante Dame Louise François de Bouthillier veuve de haut et puissant Messire Philippe de Clairambault  comte de Palluau Commandant des Armes du Roy, Gouverneur du Berry, Maréchal de France (décédé le 24 juillet 1665 à Paris.) fille de Leon Bouthillier

## Description

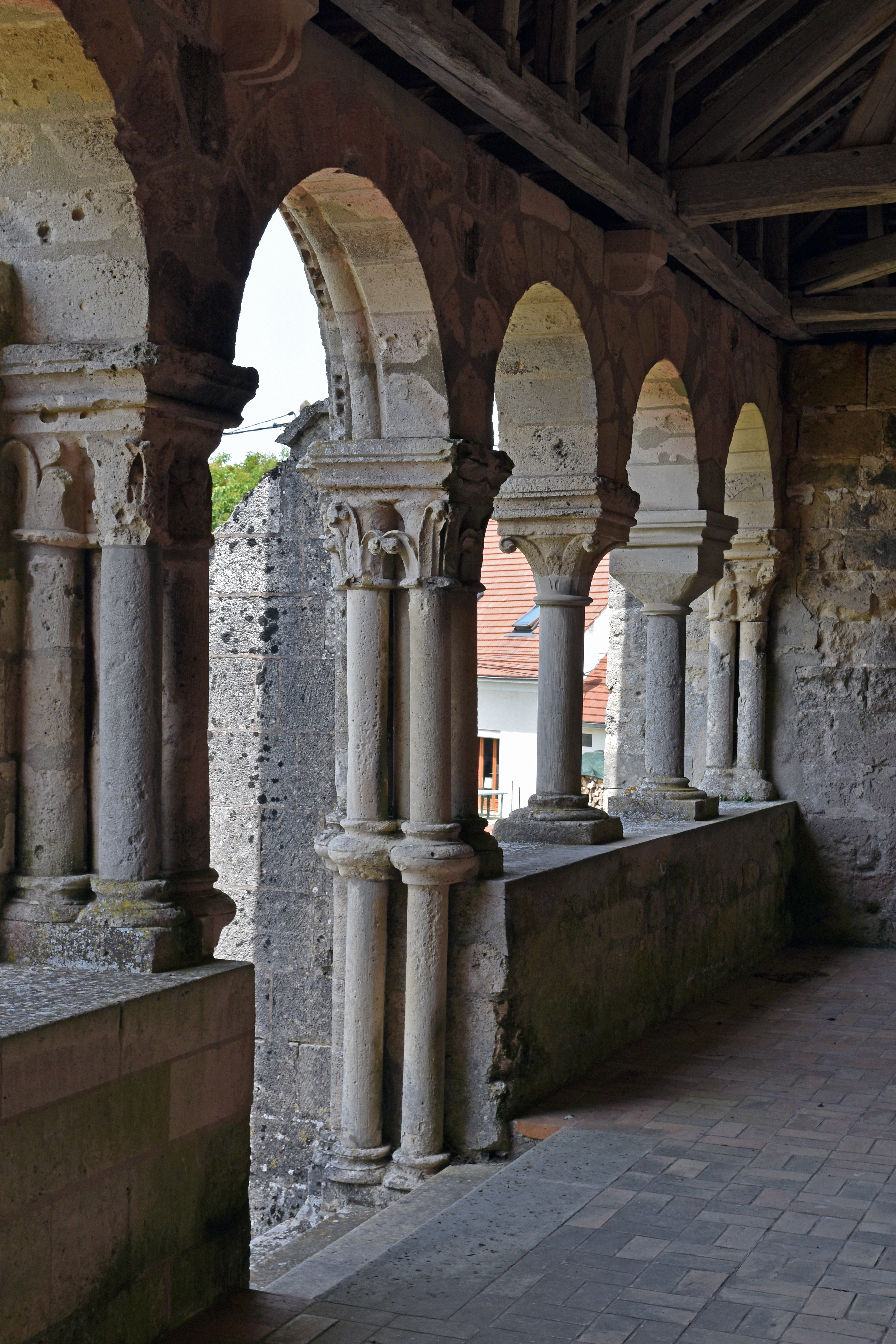
Le caquetoire.

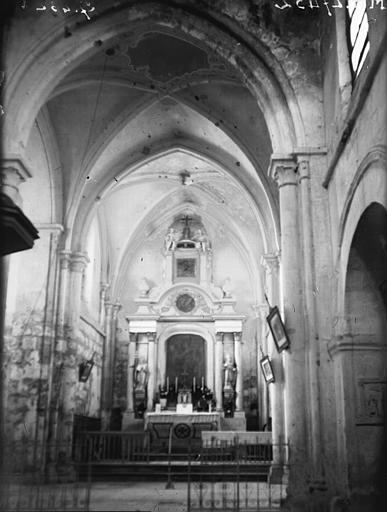
Chœur de l'église en 1920.

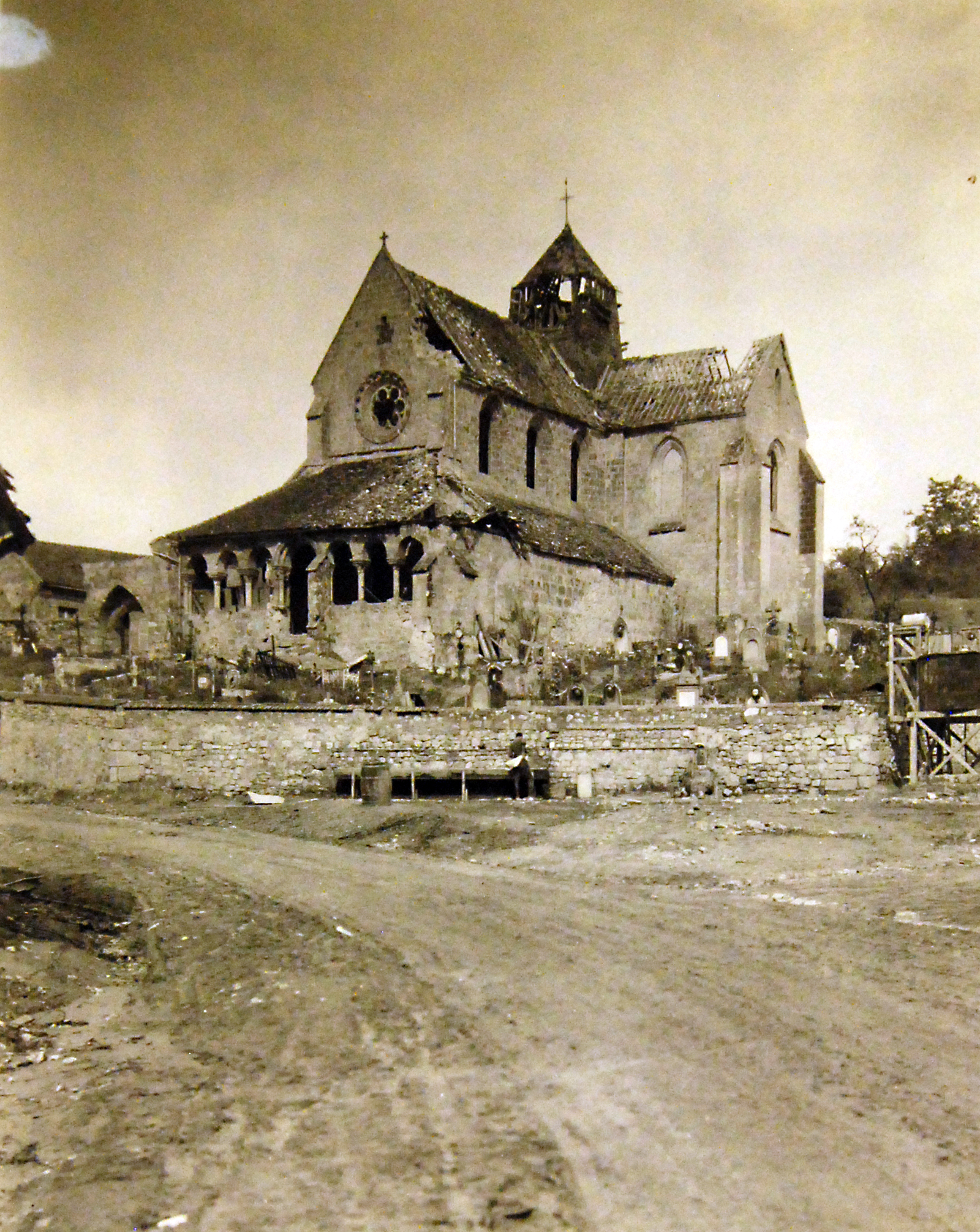
L'église ruinée en 1918.

Extrait du livre Mareuil-en-Dôle et sa forêt écrit par le comte Maxime de Sars, 1936 ;
" Cet édifice se compose d'une nef, flanquée de deux bas-côtés sans fenêtres, d'un transept et d'un chœur carré. Il mesure 26 mètres de long ; la nef a 15,50 m et le transept 17,90 m ; la largeur de la nef est de 6 m 06, celle du chœur de 5,25 m ; la voûte du transept est posée à une hauteur de 7,88 m.
La nef, qui comprend trois travées, est datée par le célèbre archéologue Lefèvre-Pontalis des environs de 1125 ; les arcs en plein cintre retombent sur deux piles rectangulaires, qui ont été retaillées en octogone à une époque récente ; entre leurs retombées, se détachent en faible relief de grossières figurines que cet auteur compare aux personnages que l'on voit sur des fibules mérovingiennes. La nef est couverte d'un plafond.
Vers 1220, on a remplacé les six fenêtres en plein cintre par de hautes baies ogivales. Le chevet de l'église a été aussi reconstruit, à cette époque, tel qu'il a résisté aux siècles. L'architecte recouvrit le carré du transept et le croisillon sud (aujourd'hui chapelle de la Sainte Vierge) de voûtes d'ogives à tore aminci et perça des ouvertures en tiers-point dans les murs ; les nervures des voûtes retombent sur des consoles garnies de têtes humaines et sur des colonnettes ornées des crochets si caractéristiques de cette époque. Le croisillon sud, sans doute dévasté par les guerres, a été refait au XVIe siècle ; il est éclairé par deux larges baies à remplage flamboyant, qui ont gardé jusqu'à la dernière guerre (1914-1918) des fragments de vitraux de cette époque.
Le chœur, voûté d'ogives et éclairé par trois baies, est aussi une œuvre du XIIIe siècle. Tout le mur du fond est occupé par un énorme retable en pierre qui date du XVIIe siècle ; ce beau morceau est orné d'un tableau très abîmé, qu'un bon connaisseur, Moreau-Nélaton, ne jugeait pas sans mérité ; les deux statues qui l'encadrent sont celles de saint Pierre, en costume de pape, et de saint Germain l'Auxerrois, patron de Mareuil.
Le portail en plein cintre est de la même époque que la nef ; ses claveaux plats, soutenus par deux colonnettes, sont entourés par une guirlande de fruits d'arum enlacés par les tiges. Le pignon de la nef a été percé au XIIIe siècle d'une belle rosace à six lobes, entourée de fleurs à quatre pétales. Un court clocher recouvert d'ardoises, assez récent, est posé à la croisée du transept.
On voit sur le dernier pilier de la nef, au côté sud, un curieux bas-relief qui offre un homme en costume bourgeois de la première moitié du XVIIe siècle, à genoux les mains jointes devant le Christ en croix, avec deux enfants derrière lui et sa femme de l'autre côté du gibet; au-dessous on lit encore : 
CY DEVANT GISENT LE CORPS DE HONNORABLES PERSONNES PIERRE CABARET, VIVANT SEIGNEUR DES FORGES (le reste manque).
Sous le porche, deux pierres gravées plus anciennes portent les inscriptions suivantes : 
CY GIST HONESTE PERSONE JEHAN CABARET, LABOUREUR, LEQUEL DÉCÉDA LE QUATRIÈME JOUR D'OCTOBRE EN L'AN DE GRACE 1587. PRIÉ DIEU POUR SON AME.
Au-dessous, deux têtes de mort grossièrement esquissées.
AYÉ SOUVENANCE DES AMES DE DÉFUNT JEHAN MAULGRAS LESNÉ ET JEHAN MAULGRAS LE J[EUNE], COM[MI]SSAI]RE DE L'ARTILLERIE POUR LE ROY. ET SONT DÉCÉDÉ A SON SERVICE EN L'AN 1587. PRIÉ DIEU POUR [LEURS AMES].
Les pas des fidèles ont presque effacé, dans l'allée centrale de la nef, la pierre tumulaire du curé Nicolas Corard, décédé le 30 janvier 1687; on n'en peut plus distinguer que ce distique latin au bas de la dalle tumulaire :
UNDE SUPERBIT HOMO, CUJUS CONCEPTIO CULPA, NASCI PŒNA, LAB0H VITA, NECESSE MIORI.
L'église de Mareuil conserve un beau lutrin du XVIIe siècle et un bâton de chantre orné d'une statuette de saint Germain. Le lutrin fut classé parmi les monuments historiques avec le monument funéraire de Pierre Cabaret, le 5 décembre 1902, et l'édifice lui-même, qui le méritait bien, reçut cette sauvegarde le 15 juillet 1920.
Si intéressante que soit sa sobre architecture, elle ne se distinguerait pas de celle des voisines sans l'élégant porche couvert, qu'un artiste a eu l'idée de placer en avant de la façade au milieu du XIIe siècle, comme à Cauroy et à Hermonville, près de Reims.
Cet édicule, indépendant du reste de l'édifice et recouvert d'une charpente, est ouvert à l'ouest par six arcades à claveaux plats encadrant une porte en plein cintre garnie de deux boudins évidés et d'un rang de trous cubiques soutenus par une colonnette centrale que flanquent cinq fûts de colonnes en délit ; ces fûts sont retenus par des bagues de pierre à mi-hauteur. Les graciles colonnettes des arcades, à la base aplatie, parlent de larges chapiteaux garnis de feuilles d'arum.
On accède à ce porche par un escalier et de ce promenoir on domine les tombes qui se pressent à l'entour, plus loin les toits moussus du village, enfin la campagne, la houle des bois, le ciel en perpétuel changement. Un grand artiste, doublé d'un historien averti, qui a beaucoup habité le Tardenois qu'il aimait, Étienne Moreau-Nélaton, admirait tout spécialement le porche de Mareuil. Heureux de le retrouver intact après l'invasion dernière, il avoue que ce lieu est un de ceux où son cœur a « laissé le plus de lui-même ».